# Apollo Computer
Pour les articles homonymes, voir Apollo.
 (juillet 2015).
Si vous disposez d'ouvrages ou d'articles de référence ou si vous connaissez des sites web de qualité traitant du thème abordé ici, merci de compléter l'article en donnant les références utiles à sa vérifiabilité et en les liant à la section « Notes et références ».
Apollo Computer était une société américaine basée à Chelmsford (Massachusetts), ayant produit la première station de travail au monde, lancée en 1980.
L'environnement graphique des Apollo a été le premier à introduire la notion de bureaux virtuels tels qu'on les trouve maintenant couramment dans GNOME, KDE, CDE, etc.
En 1989, La société a été rachetée par Hewlett-Packard ce qui lui a permis d’améliorer la qualité de ses propres stations de travail.

## Produits
Les stations étaient équipées d'un microprocesseur Motorola 68000 et utilisaient un système d'exploitation (Aegis renommé plus tard en Domain/OS) et un environnement graphique (Display Manager) propriétaires.
Domain/OS était écrit en Pascal. Le support des réseaux était natif, le système de fichiers par exemple ne faisant pas de différence entre arborescence locale et distante.
L'environnement graphique offrait un éditeur de texte et une console avec un shell similaire à celui des UNIX. Au fur et à mesure des versions, la compatibilité avec les deux principales branches des UNIX, System V et BSD, a été renforcée.

## Open Software Foundation
En 1988, Apollo a participé avec d'autres compagnies comme Bull, DEC, HP, IBM, à la création d'une fondation, l'Open Software Foundation (OSF), destinée à créer un standard ouvert pour de futures implémentations d'UNIX.

## Modèles
DN3000, DN3500, DN4000, DN4500, DN10000 (devenu la série HP 9000 série 400)